# Álvaro X de Kibangu
Álvaro X Nimi a Mvemba Agua Rosada fue un gobernante de Kibangu y fue el primer miembro de la casa Água Rosada pretendiente al trono del Reino del Congo durante su guerra civil . Gobernó el Reino de Kibangu desde 1688 hasta 1695.

## Contexto
Durante el reinado del anterior rey de Kibangu, Álvaro y su hermano lideraron una facción que no estaba de acuerdo con su gobierno. Consiguieron derrocar a Manuel I en 1688 y Álvaro ocupó el trono. Durante su reinado, el rey pudo mantener a raya a las fuerzas de los otros dos pretendientes del Reino del Congo. El rey fue el primer aspirante a la guerra civil del Congo que perteneció a la casa Água Rosada, donde había un padre de cada una de las casas principales de Kinlaza y Kimpanzu. Esta no era una casa real en la época del reinado de Álvaro, y fue solo después de su muerte en 1695 cuando su sucesor, Pedro IV la formó como casa para poner fin a la guerra civil y reformar el Reino del Congo.
| Predecesor: Manuel I | Awenekongo de Kibangu 1688—1695 | Sucesor: Pedro IV |

| Predecesor: Manuel I | Manicongo (Reclamante de Kibangu) 1688—1695 | Sucesor: Pedro IV |